# Drimlend (strip)
Drimlend je #43. obnovljene edicije Zlatne serije, koju je 2018. godine pokrenuo Veseli četvrtak. Sveska je izašla 15. decembra 2022. godine i koštala 430 dinara (3,65 €, 4,12 $). Epizoda je imala ukupno 150 strana. Korice A nacrtao je Roberto Dizo 1999, a korice B M. M. Brada.

## Originalna epizoda
Epizoda objavljena je premijerno u Italiji u ediciji Almanacco dell'avventura #5 1. oktobra 1999. Epziodu je nacrtao Alesandro Binjamini, a scenario napisao Luiđi Minjako.

## Prethodna i naredna sveska nove Zlatne serije
U prethodnoj svesci objavljena je epizoda Dampira Kralj planine (#42), a naredna Teksa Vilera Gospodarica vampira (#44).